# Artur Kühne
Ernst Artur Kühne (* 30. Oktober 1881 in Grumbach; † 4. September 1950 in Wilsdruff) war ein deutscher Lehrer und Heimatforscher. Er war von 1921 bis 1933 Schulleiter in Wilsdruff und von 1908 bis 1945 ebenda Vorsitzender des Vereins für Heimat und Naturschutz sowie von 1919 bis 1950 Leiter der Heimatsammlung Wilsdruff.

## Leben

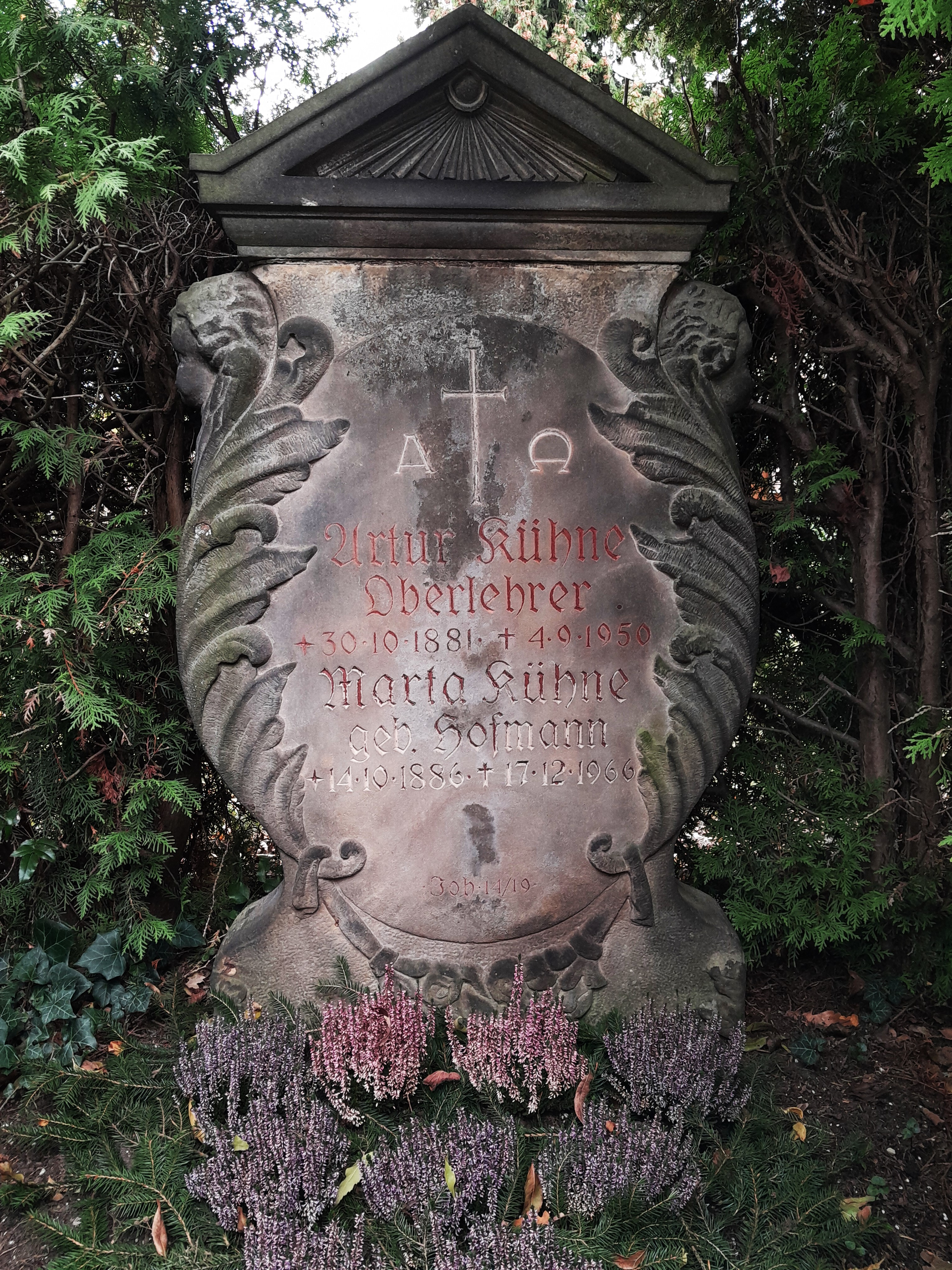
Grab von Artur Kühne und seiner Ehefrau auf dem Ehrenfriedhof an der Jakobikirche in Wilsdruff

Der Sohn des Sattlermeisters Moritz Kühne besuchte in Grumbach und Wilsdruff die Bürgerschule. Danach entschied er sich für den Lehrerberuf und absolvierte zwischen 1895 und 1902 das Freiherr-von-Fletschersche Lehrerbildungsseminar in Dresden. 
Danach arbeitete er als Hilfslehrer in Hoheneck-Stollberg und erhielt nach bestandenen Wohlfähigkeitsprüfung ab 1. Mai 1905 eine ständige Lehrerstelle an der Bürgerschule in Wilsdruff. Seit 1906 war er mit Marta Kühne, geborene Hofmann (1886–1966), verheiratet. Nach zwei Studienaufenthalten in Frankreich und der Erlangung des staatlichen Sprachexamens für Französisch erhielt er 1914 die Oberlehrerstelle für Fremdsprachenunterricht.
1921 ernannte ihn der Städtische Schulausschuss auf Vorschlag der Lehrerschaft zum Schulleiter. 
Nach öffentlichen Angriffen aus den Reihen der Wilsdruffer NSDAP auf seine Person sah er sich gezwungen, seinen Rücktritt als Schulleiter für Ende September 1933 zu erklären. 1937 trat er in den Ruhestand, musste aber zwischen 1940 und 1942 kriegsbedingten Aushilfsunterricht geben. Am 5. Juni 1937 beantragte er die Aufnahme in die NSDAP und wurde rückwirkend zum 1. Mai desselben Jahres aufgenommen (Mitgliedsnummer 5.793.563), er trat im öffentlichen Raum jedoch kaum als aktiver Nazi in Erscheinung. Die Stadtverwaltung stufte ihn 1946 als „nur nominelles Mitglied“ ein und bestätigte ihn als Leiter der Heimatsammlung Wilsdruff.
Artur Kühne starb 1950 im Alter von 69 Jahren und wurde auf dem Ehrenfriedhof an der Jakobikirche in Wilsdruff bestattet.

## Wirken als Heimatforscher
1908 übernahm er den Vorsitz im Wilsdruffer Verein für Heimat- und Naturschutz und gliederte ihn noch im selben Jahr dem neugegründeten Landesverein Sächsischer Heimatschutz an. Nahezu zeitgleich setzte nun sowohl seine publizistische Tätigkeit wie auch der schrittweise Aufbau der Heimatsammlung Wilsdruff ein. Zwischen 1909 und 1944 fungierte er als Herausgeber und maßgeblicher Autor der Heimatbeilage zum Wilsdruffer Tageblatt. Dabei gelang es ihm auch, namhafte sächsische Landeshistoriker für grundlegende Arbeiten zur Geschichte der Wilsdruffer Gegend zu gewinnen.
Nach einigen seit 1909 an wechselnden Orten präsentierten Sonderausstellungen zur regionalen Geschichte gelang es Kühne 1919, das Dachgeschoss der Wilsdruffer Volksschule als ständige Bleibe zu gewinnen. Die Dresdner Neuesten Nachrichten nannten „die prächtige Sammlung“  ein Beispiel, „wie das Provinzmuseum aussehen soll“.
Drei Jahre nach Kühnes Tod urteilte sein Mitstreiter Alfred Ranft: „Artur Kühne war unermüdlich tätig für das Zusammentragen und den Aufbau der Heimatsammlung.“

## Schriften
- Unsere Heimat, Monats-Beilage zum Wochenblatt für Wilsdruff, 1. Jahrgang (1909) bis 6. und 7. Jahrgang (1914/15), Druck und Verlag von Arthur Zschunke, Wilsdruff (als Herausgeber).
- Unsere Heimat, Zeitschrift für Heimatforschung und Heimatpflege,  Beilage zum Wilsdruffer Tageblatt, 8. Jahrgang (1919) bis 32. Jahrgang (1943), Druck und Verlag von Arthur Zschunke, Wilsdruff (als Herausgeber).
- Unsere Heimat im Weltkriege 1914/15, Druck und Verlag, Buchdruckerei Arthur Zschunke, Wilsdruff i. Sa., 1917 (Drucklegung 1930/31)
- Unsere Heimat im Weltkriege 1915/16, Druck und Verlag, Buchdruckerei Arthur Zschunke Wilsdruff i. Sa. (Drucklegung 1930/31)
- Unsere Heimat im Weltkriege 1017/19, Druck und Verlag, Buchdruckerei Arthur Zschunke Wilsdruff i. Sa. (Drucklegung 1930/31)
- Chronik der Inflationszeit 1919–1923 auf heimatlichem Grunde, Bearbeitet von A. Kühne, Wilsdruff, Druck und Verlag, Buchdruckerei Arthur Zschunke Wilsdruff i. Sa., 1932
- Unsere Wilsdruffer Heimatsammlung, Ein Führer von A. Kühne, F. Funk, Wilsdruff, Druck von Buchdruckerei Arthur Zschunke, Wilsdruff, o. J. (um 1930)
- Geschichten und Geschichte in und um Wilsdruff, Ein Heimatbuch fürs Wilsdruffer Land, A. Kühne (Wilsdruff), A. Ranft Blankenstein, Teil 1, Wilsdruff, Verein für Natur- und Heimatkunde, 1930
- Geschichten und Geschichte in und um Wilsdruff, Ein Heimatbuch fürs Wilsdruffer Land, A. Kühne (Wilsdruff), A. Ranft (Blankenstein), Teil 2, Wilsdruff, Verein für Natur- und Heimatkunde, 1931
- Geschichten und Geschichte in und um Wilsdruff, Ein Heimatbuch fürs Wilsdruffer Land, A. Kühne (Wilsdruff), A. Ranft Blankenstein, Wilsdruff, Verein für Natur- und Heimatkunde, Nachdruck 1994 in einem Band, Meißner Tageblatt Verlags GmbH
- Das Wilsdruffer Land, in: Landesverein Sächsischer Heimatschutz, Mitteilungen Heft 9 bis 12 (Das Wilsdruffer Land), Dresden 1940
- Artur Kühne: Wilsdruffer Tagebuch 1939 – 1949, Herausgegeben und bearbeitet von Mario Lettau, Wilsdruff 2015